# العلاج النفسي التنموي
العلاج النفسي التنموي الثنائي هو أسلوب في العلاج النفسي للأُسَر التي لها أطفال ظهرت عندهم أعراض اضطرابات عاطفية، كالصدمة المعقدة واضطرابات التعلّق. كان أوّل من طوّر هذا الأسلوب من العلاج النفسي دانييل هيوز، وقد طوّره ليتدخّل في حالات الأطفال الذين نشأ كَرْبهم العاطفيّ عن انفصالٍ سابق لهم عن راعيهم المألوفين. يعزو هيوز دوافعه النظرية لتطوير العلاج النفسي التنمويّ الثنائي إلى نظريّة التعلّق ولا سيّما أعمال جون بولبي.
يرتكز العلاج النفسي التنموي الثنائي أولا على خَلْق جوٍّ «مَرِح، متقبّل، مثير مشجِّع» يعي فيه المعالج «التجارب الفاعلة» عند الطفل، ويعكس هذا الوعي إلى الطفل بالتواصل البصري، وتعابير الوجه، والإيماءات والحركات، ونبرة الصوت، والتوقيت واللمس، فيشارك في تنظيم الأثر العاطفي عند الطفل، ويشارك في تأسيس رواية بديلة عن سيرة الطفل الذاتيّة. يستعمل العلاج النفسي التنموي الثنائي كذلك إستراتيجيات العلاج المعرفي السلوكيّ. و«الثنائيّة» المقصودة لا بدّ أن تنتهي إلى ثنائيّة الوالد (أو الوالدة) والولد أخيرا. والحضور الفاعل للراعي الأوّل مفضّل وإن كان غير مطلوب.
انتقدت الجمعية المهنية الأمريكية ضدّ إساءة معاملة الأطفال دراسةً أجراها أرثر بيكر ويدمان في 2006 استنتجت أنّ العلاج التنموي الثنائي أكثرُ فعالية من «الأساليب العلاجية المعتادة»، وذلك في علاج اضطراب التعلق التفاعي، والصدمة المعقدة. ووفقا للجمعيّة، فإنّ العلاج النفسي التنموي الثنائيّ لا يحقق المعايير التي تجعله قائما على دليل، ولم تقدّم الدراسة أساسا لاستنتجاتها عن «الأساليب العلاجية المعتادة». وصفت توليفة بحثية صدرت عام 2006 الأسلوب أنّه «مدعوم ومقبول»، ولكنّ هذا الاستنتاج أيضا كان مختلَفًا فيه. نصحت مراجعة للدراسات صدرت عام 2013 بالحذر من هذا العلاج، بحجّة أنّه «ما من دليل على المزاعم بفعاليّته، على أيّ مستوى من مستويات الأدلة»، وبأنّ أساسه النظريّ غير ثابت كذلك.

## الأساس النظري
يقوم العلاج النفسي التنموي الثنائي على النظرية القائلة أنّ الأطفال الذين تُساء معاملتهم يطوّرون عادةً تعلّقات عشوائية، ولكنّهم بالإضافة إلى هذا أكثرُ ميلًا إلى تطوير اعتمادٍ صارم على النفس عندما يكبرون، يتحول إلى حاجة ملحّة إلى التحكّم بكل جوانب بيئتهم. يستشهد هيوز بليونز-رث وجاكوبفتز (1999) ليدعم هذه النظريّة. يُعَدّ الراعون مصدرًا للخوف يجعل الأطفال يحاولون التحكم براعيهم بالتلاعب، أو كثرة الشكوى، أو التخويف، أو نظام الأدوار المقلوبة، حتّى يبقوا أنفسهم آمنين. قد يعاني هؤلاء الأطفال كذلك الذكريات المزعجة، وهي من نتائج الصدمة، لذلك قد يرفضون أو لا يرغبون في المشاركة في العلاج. والمتوقع أن هؤلاء الأطفال سيحاولون تجنّب أي مقابلة مع المعالج النفسي، وسيرفضون أن يُقادوا إلى مواطن العار والصدمة. يقترح هيوز أنّ العلاج القائم على التعلّق ربما كان أنجحَ لأطفال دور الرعاية والمتبنّين من العلاجات التقليدية والتدخّلات الأبويّة.
وقيل إنّه حالما أشبعت حاجات الطفل (بالتعلّق) أصبح أقدرَ على التركيز في التعلم والاستجابة لحاجات راعيه العاطفية والاجتماعية. (سكور، 2003). افترض هيوز أنّ هذا «التناغم الفعّال» الذي وصفه ستيرن (1985) أساسي في بناء تعلّق آمن وإيجابي في نفس الوقت، وبناء حسّ متناسق للنفس. والتناغم هو نوع غير لغوي من التواصل بين الطفل والراعي، وتزامن في درجة الإثارة يعبَّر عنه، وتشجيع لتجربة الطفل الداخلية. يقول هيوز: «سواء أكان الأمر انفصال نظام تحفيزي عن التعلّق كما اقترح ستيرن (2004)، أو جانبا أساسيا من علاقة ثنائيّة آمنة، فإنّه في الحالتين محوريّ في التطوّر الكلّيّ للطفل».
يحاول العلاج أن يكرر هذا أو أن يملأ الفراغات في تجربة الطفل الذي أسيئت معاملته.

## الأساليب
يصبح المعالج أولا «متناغما لا باللغة» مع حالة الطفل الفعلية. يحاول المعالج بعد هذا أن يكتشف «أنماطا» مع الطفل فيما هو متناغم معه. وفي خلال هذا، يساعد المعالج الطفل على إدارة حالاته الفعلية باستعمال «أثر الحيوية المطابقة»، ويطوّر تمثلات عاطفيّة ذهنية ثانوية لهذه الأفعال، حيث تكون هذه التمثلات قد ساعد المعالج في بنائها مع الطفل بهدف إدماجه في المجتمع (يحاول المعالج أن يساعد الطفل على بناء سردٍ متناسق لتجاربه، ووعي لجوانبه الإيجابية). وفقا لهيوزـ فإنّ «المعالج يسمح لتجربة الطفل الفاعلة أن تؤثر فيه. ومن ثمّ يمكن للمعالج أن يدخل إلى هذه التجربة، ومنها يصف تجربته الفاعلة هو. ولأنّ المعالج يحمل التجربتين معا، يعيش الطفل كلتيهما. وفيما يعيش الطفل التجربتين، يبدأ في إدماجهما معا، ويعيش تجربته مرة أخرى بطريقة تسهّل إدماجها وحلّها». يتقبّل المعالج الاضطرابات المتوقعة المعتادة الناجمة عن تجارب الصدمة والوصمة التي عاشها الطفل، ويتعامل معها، ثمّ «يُصلح» العلاقة.
والهدف من هذا أن يصبح الطفل قادرا على بناء سيرة ذاتية جديدة ومتماسكة تمكّنه من لمس مشاعره الداخلية. «فيما يعبّر المعالج عن رواية الطفل لتجربته، يحاول باستمرار أن يدمج استجابات الطفل غير اللغوية في الحوار، وتغييرها ارتجالا على نحو منسجم مع تعبيرات الطفل. يحمل هذا الحوار معنى عاطفيا أكبر للطفل إذا استعمل المعالج ضمير المتكلم في كلامه، واستعمل كلمات الطفل نفسها، بين حين وآخر». (هيوز 2004 الصفحة 18) ويشجّع الحضور الفاعل لأحد راعي الطفل الأساسيين نجاح العلاج النفسي. ومع هذا فإن العلاج القائم على التعلّق هذا، يمكن أن يقوم به المعالج وحده، في رأي هيوز. (هيوز 2004 الصفحة 25)

## الخلاف
انتُقد العلاج التنموي الثنائي من جهة عدم توفّره على دليل تعليمات شامل أو دراسات حالة كاملة تقدّم تفاصيل العمليّة. هذا وإنّ أساسها النظري أيضا مشكوك فيه. مع أنّ التواصل غير اللغوي، والفساد والإصلاح التواصليان، والتفاعلات المرحة، والعلاقة بين حالة تعلّق الوالدين وحالة تعلّق الطفل الصغير، مع أنّ كلّ هذا ثابت موثق ومهم للتطور العاطفي الصحي المبكر، فإن هيوز وبيكر ويدمان موصوفان بأنهما قفزا «قفزة منطقية كبيرة» في افتراض أن هذه الأحداث يمكن أن تُعاد لتصحيح حالة عاطفية لطفل أكبر.

أثار شبه هذا العلاج بعلاجات تعلّقيّة أخرى خلافا أيضا. وقيل إنّ العلاج يبدو أنه يستعمل تقنيات النكوص العمريّ والتعلّق، وهي ملامح في العلاج التعلّقيّ غير منسجمة مع نظريّة التعلق. استشهد بيكر ويدمان بكتاب دانييل هيوز الصادر عام 1997 والمسمّى «تيسير التعلّق التنمويّ»، وهذا الكتاب يحوي فصولا عن استخدام علاج النكوص العمري والتعلّق، بوصفها وثيقة تؤصّل للعلاج النفسي التنموي الثنائي.  تضع مجموعة المحاماة محامون من أجل الأطفال العلاج النفسي التنموي الثنائي في قائمتها لـ«علاجات التعلق بمسمّيات أخرى»، وتصف هيوز بأنه داعم مؤيد للعلاج التعلّقيّ، مستشهدة بعباراتٍ له ظاهرها دعم علاج التعلق. ويستشهدون خصوصا بمادة من موقع هيوز الإلكتروني عن استعمال التواصل الجسدي في العلاج، تقول:
«حتّى يكون العلاج فعالا لا بد أن يُشرك المعالج الطفل على مستوى التناغم قبل اللغوي لا في ظروف النقاشات العقلانية. يجب أن يتضمن العلاج كذلك تواصلا جسميا كبيرا بين الطفل من جهة، والمعالج أو الوالد (أو الوالدة) من جهة أخرى. في معظم العمل العلاجي النفسي، يلمس الولد أو يحمله الوالد أو المعالج. وتُستمع عواطفه الشديدة وتُتَقبّل ثم تُدمج مع النفس».
يضع تقرير وحدة المهمات في الجمعية المهنية الأمريكية ضد إساءة معاملة الأطفال المنشور عام 2006 هيوز وبيكر ويدمان نموذجا على العلاج التعلّقيّ، وتنقل عن بيكر ويدمان خصوصا، استخدام النكوص العمري، وأشياء أخرى، وإن لم تكن أفعالا قهرية أو قامعة. (الصفحة 79) كما وصفوا العلاج الثنائي التنموي بالعلاج التعلّقيّ قي ردّهم على الرسائل الصادر في نوفمبر عام 2006. وجاء في ردّ بيكر ويدمان على التقرير أنّه من الأساسي أن يعامَل الطفل على أساس مستوى نموه لا على أساس عمره، ولكن وحدة المهمات لم تتفق معه في ردها الصادر في نوفمبر 2006.
وصفت وحدة المهمات في ردها على الرسائل هيوز بأنه «معالج تعلّقيّ رائد»، وتجعله (هو وكيلي وبروبر) أمثلة على المعالجين التعلقيين الذين طوّروا تقنياتهم حديثا، بعيدا عن التقنيات المخصوصة بالعلاج التعلّقيّ (الصفحة 383)
واعتبر تقرير اشتركت فيه جامعة كانساس وإس آر إس نُشر عام 2004 أنّ العلاج التنموي الثنائي الذي وصفه بيكر ويدمان مختلف شيئا ما عن الذي وصفه هيوز. وقالوا إنّ ادعاء بيكر ويدمان عام 2004 أن العلاج التنموي الثنائي قائم على أدلة، استشهد فيه بيكر بدراسات أجراها ميروف وراندولف وليفي من مركز التعلّق في إيفرغرين. فطريقة هيوز موصوفة أنها تُشرك الاهتمامات المدروسة في «دفع» الأطفال إلى استرجاع صدمتهم على نحو أوضح (وهذا قد يصدم الضحايا مرة أخرى) وأنّها تحوي مبادئ ثابتة عن علاج الصدمات. وقال هيوز إنّ الهدف الأساسي للعلاج هو تجنّب سوء الانتظام.
اعتبر بريور وغليسر أنّ علاج هيوز يبدو علاجا جيدا للأطفال المظلومين والمُهْمَلين، وإن كان فيه تطبيق قليل لنظرية التعلق، ولكنهما لم يضعا العلاج في فصل العلاج التعلّقيّ.
أمّا ترويل، فإنّها بعد إعجابها بمهارات هيوز الإكلينيكية قالت أنّ «الوالدين والراعين يحتاجون عملهم الوالديّ المحدد، والأطفال والمراهقون يحتاجون عملا يناسب احتياجاتهم، فالآباء الذين لهم حاجات تعلقية لم تشبع منذ الطفولة، قد يعيق هذ قدرتهم على الحديث بطلاقة، والشعور بدعم الخبراء الذي يسعون إلى مساعدة أطفالهم». وقالت ترويل في معرض حديثها عن دور تعابير الوجه في التناغم «مع أنّ المعالج قد يبدو حزينا، أو يشعر بالحزن، فإنّ الطفل قد يرى في هذا إزعاجا له، فإمّا أن يهاجمه وإما أن ينظر إليه على أنه مبتهج لمأساته (فتعابير الوجه قد تُفَسّر على نحو خاطئ)» (الصفحة 281) أكّدت ترويل على قيمة كثير من أفكار هيوز في العلاج النفسي، ولكنّها استنتجت أنّه «يجب الحذر. خبراء المعالجين النفسيين المدرّبين، يمكن تحت الإشراف أن يطبّقوا هذه الأفكار في عملهم العلاجيّ. ولكن الأفكار المنشورة في ورقة هيوز المنشورة عام 2004 لا تقدّم أساسا كافيا لدليل معالجة، فلا ينبغي أن تُتّبع بلا نَقْد».